# Канцеровка (Запорожский район)
Канцеровка (укр. Канцерівка) — посёлок,
Долинский сельский совет,
Запорожский район,
Запорожская область,
Украина.
Код КОАТУУ — 2322183504. Население по переписи 2001 года составляло 193 человека.

## Географическое положение
Посёлок Канцеровка находится на расстоянии в 1 км от села Новое Запорожье и посёлка Высокогорное.
Через посёлок проходит железная дорога, станция Канцеровка.

## История
- 1929 год — дата основания.